# 英国学院游戏奖
英国学院游戏奖（英語：British Academy Games Awards）是一年一度的英国颁奖典礼，旨在表彰电子游戏行业中“杰出的创意成就”，于BAFTA互动娱乐奖重组之后的2004年首次颁发。这些奖项由英国电影和电视艺术学院（BAFTA）颁发，通常被称为BAFTA游戏奖（BAFTA Games Awards）。